# Monika Muskała

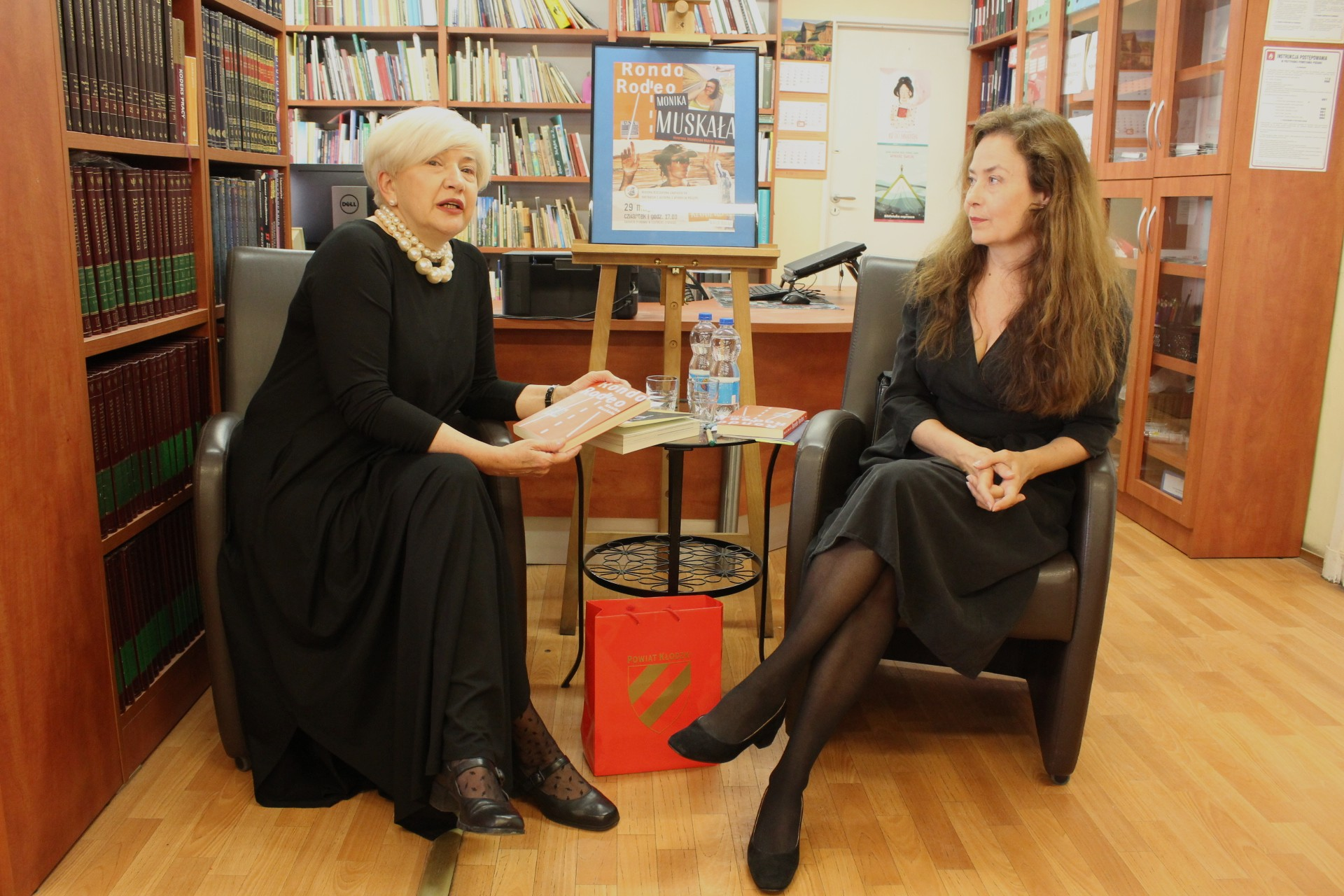
Monika Muskała w bibliotece w Kłodzku

Monika Muskała (ur. 1966 w Kłodzku) – polska pisarka i tłumaczka.

## Życiorys
Urodziła się w 1966 roku w Kłodzku, gdzie ukończyła liceum. Absolwentka germanistyki na Wydziale Filologicznym Uniwersytetu Wrocławskiego (1989). Stypendystka DAAD we Frankfurcie nad Menem (1991–1992) i Franz-Werfel-Stiftung w Wiedniu (1993–1995).
Od 1993 roku mieszka w Austrii. Pod koniec lat 90. pracowała jako korespondentka z Austrii dla Gazety Wyborczej i polskiej sekcji Radia BBC. Przez kilka lat była wykładowczynią w Szkole Filmowej w Łodzi, gdzie prowadziła zajęcia z improwizacji. Od 1990 zajmuje się tłumaczeniem literatury niemieckojęzycznej. Za przekłady literackie (m.in. przekłady Thomasa Bernharda i Wernera Schwaba) pięciokrotnie nagrodzona przez austriacki Urząd Kanclerski. Ze swoją siostrą napisały dwie sztuki pod pseudonimem Amanita Muskaria: Podróż do Buenos Aires (2001) i Daily Soup (2007), a z mężem wydała dwa albumy zdjęciowe Jakutien (2003) i Heartlands (2007). Współpracowała z nim także podczas realizacji filmu Z punktu widzenia emerytowanego portiera, za który ten otrzymał Kryształowy Glob w Karlovych Varach w 2006 roku. Ich kolejny wspólny dokument Arab Attraction znalazł się w konkursie międzynarodowego festiwalu filmów dokumentalnych IDFA w Amsterdamie w 2010 roku.

### Życie prywatne
Jest najstarszą córką Grzegorza Muskały, kłodzkiego lekarza i radnego. Ma młodszą siostrę – Gabrielę, aktorkę. W latach 1987–1995 w związku małżeńskim z Jerzym Łukoszem, następnie w latach 1995–2022 związana z austriackim fotografem i dokumentalistą, Andreasem Horvathem.

## Twórczość

### Proza
- Między Placem Bohaterów a Rechnitz. Austriackie rozliczenia (razem z Elfriede Jelinek), Korporacja Ha!art, Kraków 2016.
- Rondo Rodeo, Wydawnictwo Nisza, Warszawa 2024.

### Dramaty
jako Amanita Muskaria:
- Podróż do Buenos Aires. Work in Regress, 2001
- Daily Soup, 2007
- Cicha noc, 2016
- Tożsamość Wila, 2017
- Ciemna Woda, 2020

## Nagrody i wyróżnienia
- Złota Sowa Polonii – nagroda w dziedzinie Teatru (2014)
- Nagroda Literacka ZAiKS-u dla tłumaczy (2016)[5]
- 24. Nagroda „Literatury na Świecie” – nagroda im. Andrzeja Siemka za 2016[6]
- Górnośląska Nagroda Literacka „Juliusz” (2017)[7]
- nominacja do Nagrody Literackiej „Nike” (2017)[8]
- nominacja do Nagrody Literackiej Gdynia za esej Między Placem Bohaterów a Rechnitz (2017)[9]
- Nagroda im. Karla Dedeciusa (2019)[10]
- tytuł Honorowej Obywatelki Kłodzka[11]
- nominacja do Nagrody Literackiej im. Witolda Gombrowicza (2025)” za Rondo Rodeo” (wyd. Nisza)[12]